# Station Blackheath
Blackheath is een spoorwegstation van National Rail in Blackheath in de Londense borough Lewisham in Engeland. Het station is eigendom van Network Rail en wordt beheerd door Southeastern.

## Treindiensten
Het station ligt aan de North Kent Line en de Bexleyheath Line, die bij Blackheath samenkomen. Beide lijnen bieden een rechtstreekse verbinding met London Bridge en Charing Cross, beide in Centraal-Londen, naast diverse bestemmingen in Kent.
Station Blackheath biedt buiten de spits de volgende treinfrequenties:
- 4tpu (treinen per uur) naar Station London Charing Cross
- 2tpu naar Station London Cannon Street
- 2tpu naar Station Barnehurst, vervolgens terug naar London Cannon Street via Station Greenwich
- 4tpu naar Station Dartford
- 2tpu naar Station Gillingham (Kent) via Station Woolwich Arsenal

## Voor- en natransport
Vanaf Station Blackheath kan men verder reizen met London Buses 54, 89, 108, 202 en de nachtbus N89.

## Gebouw
Het stationsgebouw bestaat uit twee niveaus en is nog deels origineel. Het gedeelte op perronniveau dateert uit 1849; het gedeelte op straatniveau uit 1879.

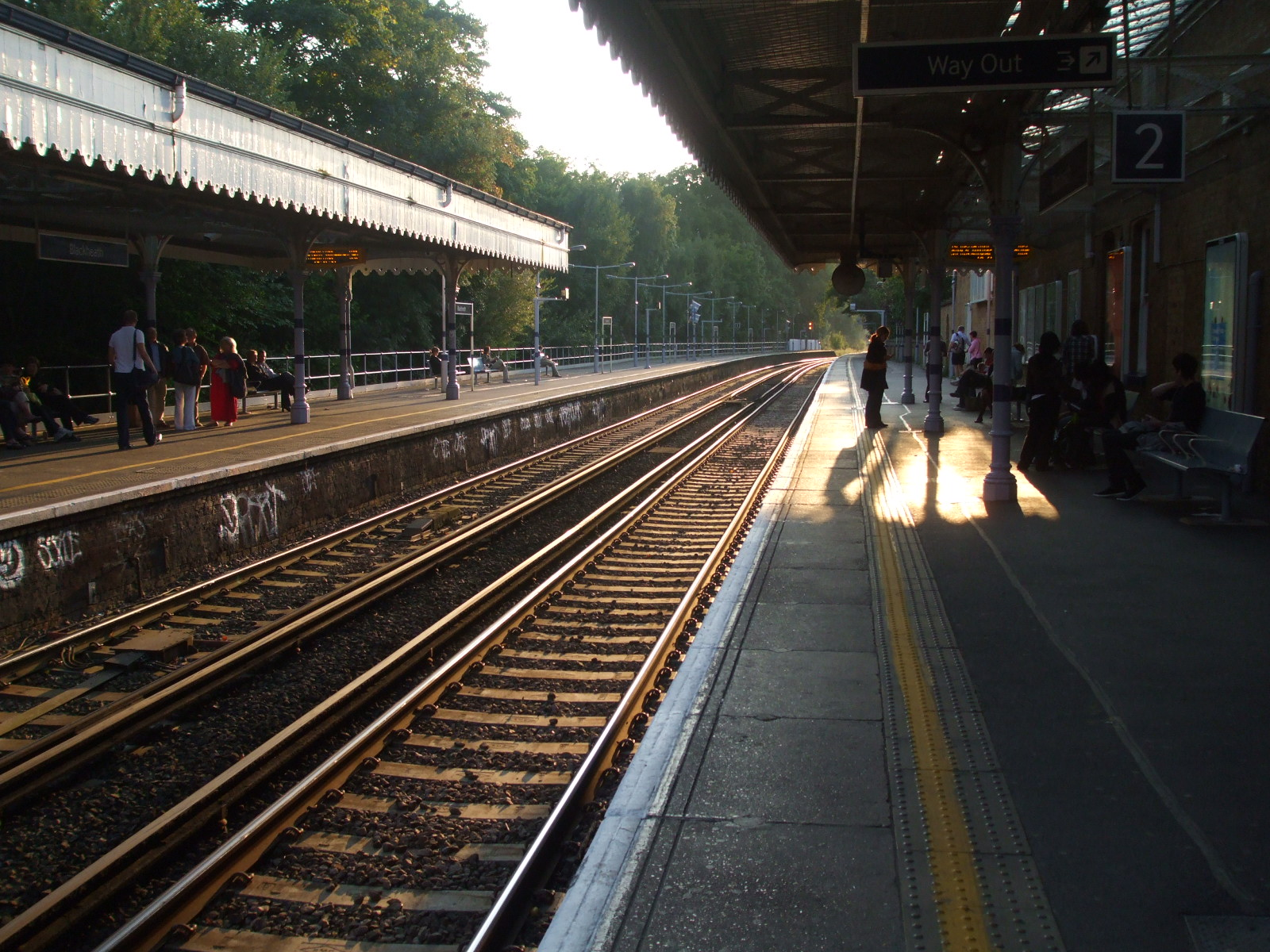
Perron naar het westen
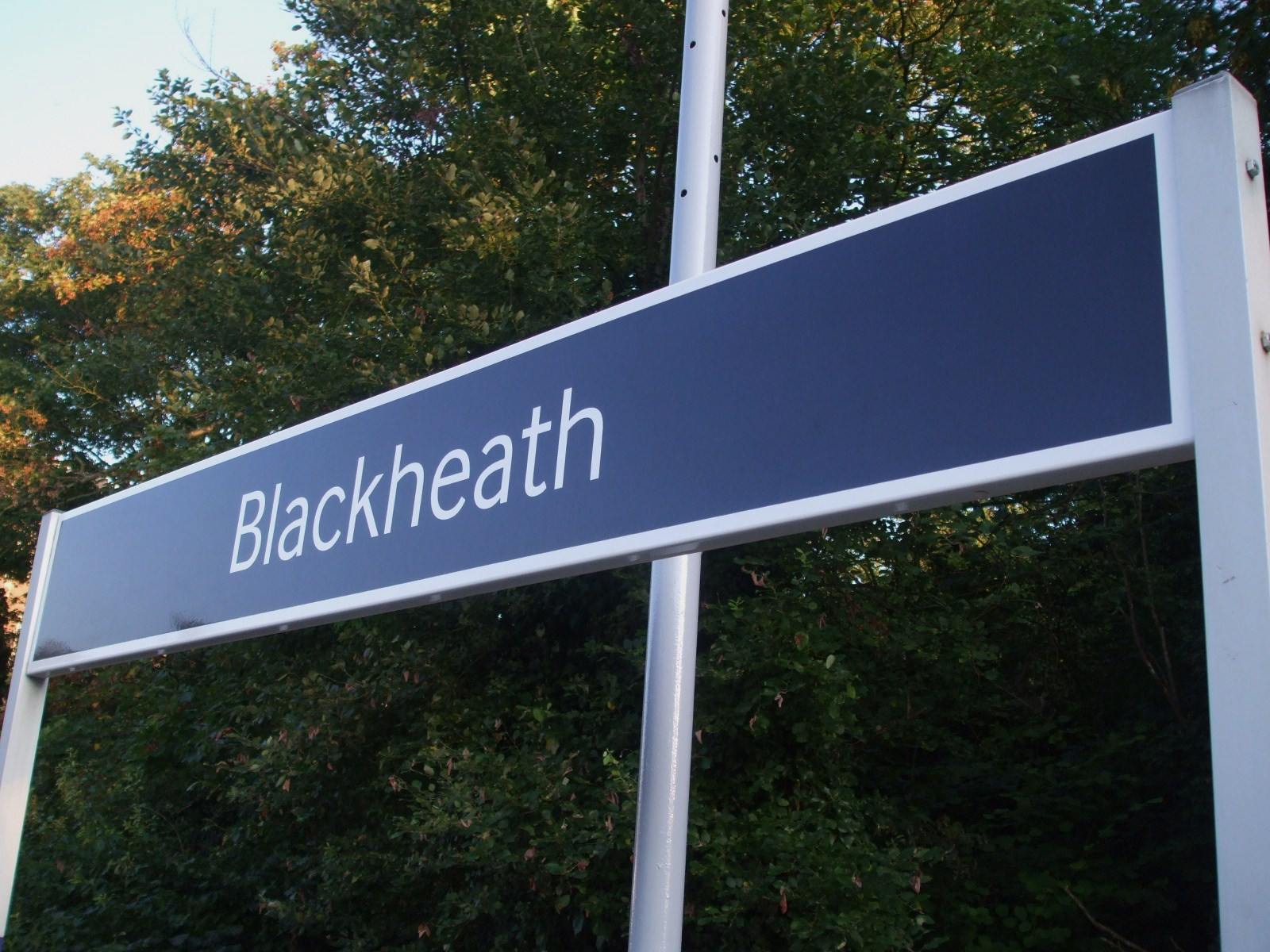
Perronbordje
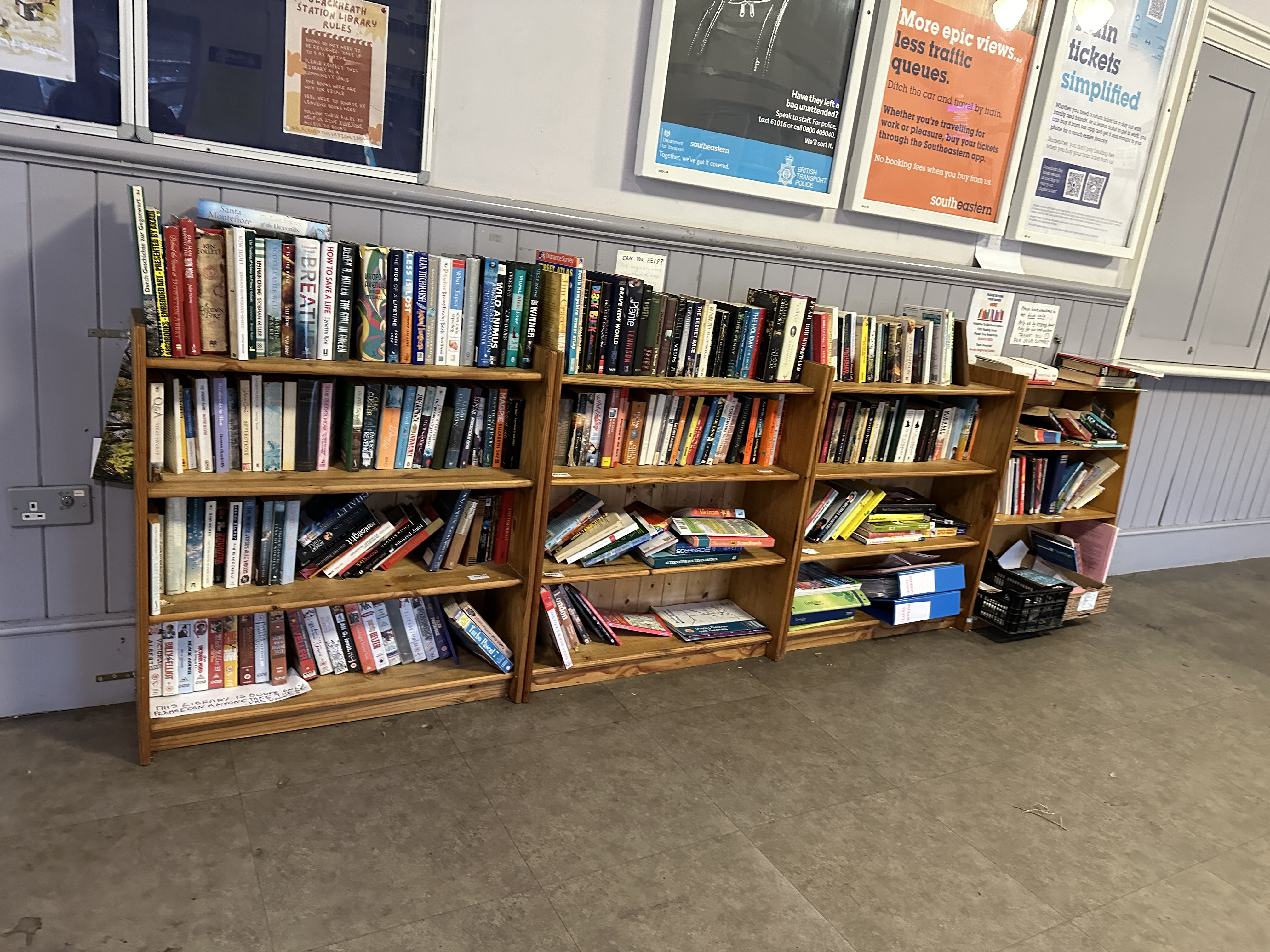
Minibieb